# Världsfred
"Fred på jorden" omdirigerar hit. Se även Fred på jorden (roman).
Världsfred eller fred på jorden är ett tänkt scenario där det inte längre skulle förekomma några krig eller andra våldsamma konflikter i världen, utan istället skall konflikter lösas genom samtal. Ett vanligt svar på frågan om vad som är personers högsta önskan är "fred på jorden".
Enligt Human Security Center var dödstalet i krig som högst under 1970-talet av decennierna efter andra världskriget. Sedan dess har risken för en genomsnittsmänniska att dö i krig minskat med två tredjedelar.

## Föreslagna vägar till världsfred

### Demokrati

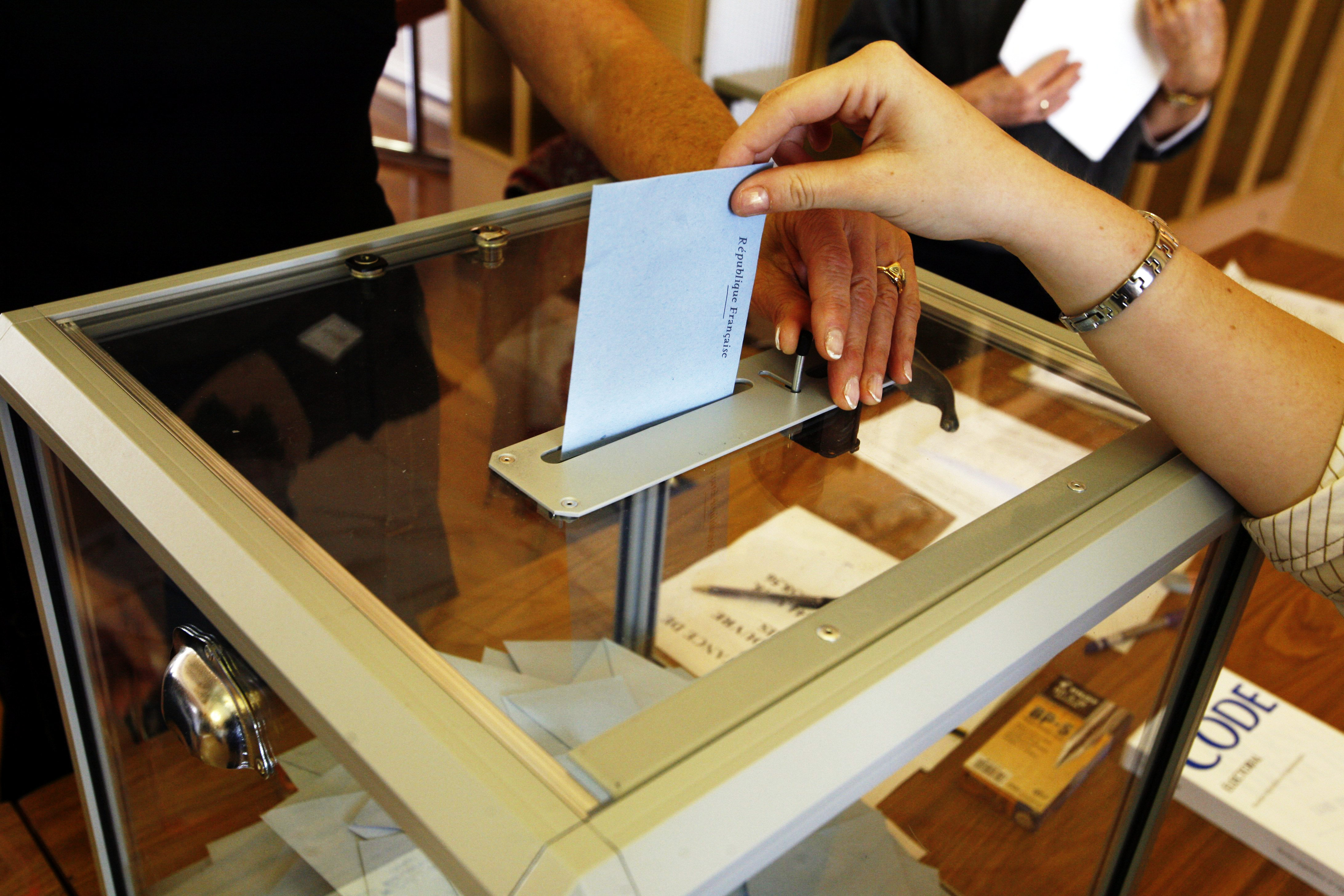
Demokratin anses av många kunna leda till fred.

Den demokratiska fredsteorin hävdar att två demokratier aldrig i historien har krigat mot varandra. En helt demokratisk värld skulle sålunda betyda en värld helt utan krig. Enligt Freedom House ökade mellan 1900 och 1950 andelen av världens befolkning som bor i demokratier med allmän och lika rösträtt från 0 till 31 procent. År 2000 hade andelen stigit till 58 procent och fortsatte att öka. Detta kan i linje med teorin vara en förklaring till den minskade förekomsten av krig i slutet av 1900-talet. George W. Bush har sagt att demokratins frammarsch kommer att leda till världsfred.

### Kapitalism
Ayn Rand hävdade att frihet leder till fred eftersom det inte finns någon anledning för ett fritt (i hennes definition: ekonomiskt och politiskt) land att gå i krig:
| ” | Laissez-faire-kapitalism är det enda samhällssystem som är grundat på att individuella rättigheter erkänns, vilket gör att det också är det enda system som förbjuder våld från sociala relationer. Genom sin blotta natur och de principer det vilar på är detta samhällssystem det enda som står i fundamental motsats till krig. Människor som får producera fritt har inget intresse av att plundra; de har inget att vinna på ett krig men en hel del att förlora. | „ |

### Socialism
Socialismen menar att genom nationalstatens och klassamhällets försvinnande kommer även krigen att göra detsamma. Sociala teoretiker menar att genom staten och kapitalismens strukturer måste förgöras för att emancipation och fred mellan folk ska kunna ta plats.[källa behövs]

### Handel
"Om inte varor korsar gränserna kommer soldater att göra det" sade den franske 1800-talsekonomen Frédéric Bastiat. Idén är att länder som är ekonomiskt beroende av varandra inte har anledning att gå i krig eftersom man då skulle förstöra lönsamma affärsmöjligheter. Detta har framförts som en av anledningarna till Europeiska unionen. Om framför allt Frankrike och Tyskland var ekonomiskt beroende av varandra skulle världskrigen inte återupprepas.
En variant av teorin är Thomas Friedmans påstående att två länder med McDonald's inte har krigat sedan McDonald's etablerat sig. McDonald's-närvaron skulle signalera att landet är integrerat i den globala ekonomin och därmed mindre sannolikt att gå i krig.

### Världsfederalism
Den som förespråkar världsfederalism önskar en världsstat som i motsats till Förenta nationerna skulle ha faktiskt beslutanderätt över länder. På så sätt ska krig kunna avvärjas.

### Pacifism
Pacifismen (av engelsk pacifism, ytterst av latinets pax, ”fred” och facere, "göra") är en hållning till krig som på religiös eller etisk grund avvisar användningen av våld som medel att lösa konflikter. Antimilitarism är ett snarlikt begrepp. Man har bland annat utvecklat icke-våldsförsvarets tekniker som alternativ till militärt försvar. Det finns ingen enskild teoretisk doktrin som samlar all sorts pacifism, utan snarare en mängd olika teoretiska grunder. Termen "pacifism" introduceras 1902 som en synonym till "antikrig".[1][källa behövs]
Om pacifism blir allmänt spridd skulle det omöjliggöra krig.